# 中国2010年上海世界博览会马德里案例馆
中国2010年上海世界博览会城市最佳实践区马德里案例馆是2010年上海世博会的一个展馆，位于城市最佳实践区的北部。马德里案例馆的名称为“马德里公共廉租屋的创新试验”，主题则是“马德里是你的家”。
马德里案例由“竹屋”、“空气树”与一个开放广场组成。其中，竹屋原是位于马德里南部的一处住宅，外部以竹材覆盖，既有利于遮阳、降噪，还能通过竹墙的开闭进行通风、采光的调节。竹屋由西班牙建筑师阿里桑德罗·柴拉波罗（ Alejandro Zaera-Polo）设计，获得过英国皇家建筑师学会（Royal Institute of British Architects）大奖，占地面积600平方米、建筑面积2900平方米。世博会上的这一竹屋基本保留了马德里竹屋的外貌，不过根据上海的气候略做了些修改。
“空气树”则是十边形的钢结构建筑，由马德里城市建筑生态系统设计院（Ecosistema Urbano）的贝琳达·塔图（Belinda Tato）设计。该“树”主要使用风能，同时在屋顶还装有太阳能板，以此来提供一个能源自给的开放空间。